# Étsy Emília
Étsy Emília, névváltozata: Écsy Emília (Budapest, 1884. május 26. – Budapest, 1964. szeptember 3.) színésznő.

## Élete
Étsy Ferenc (1839–1888) honvédfőhadnagy és Thoma Emília lánya. Tanulmányait 1901-ben fejezte be a Színművészeti Akadémián. Ezután a Városligeti Színkörhöz szerződött, majd Szatmáron játszott. 1903-1904-ben a kolozsvári színtársulatnak, majd Krecsányi Ignác társulatának tagja volt. 1906-tól Szegeden, 1907 és 1909 között Kassán, majd Pozsonyban szerepelt. 1910-ben Nagyváradra szerződött. Itt baráti kapcsolatba került a Holnap írói körével, s a fiatal költők – Babits Mihály, Juhász Gyula, Dutka Ákos, Emőd Tamás – verseinek tolmácsolásával nagy sikereket aratott. 1915. szeptember 25-én Budapesten, a Terézvárosban házasságot kötött Marton Géza zeneszerző-karmesterrel, akivel házassága egy éven belül válással végződött. 1915 és 1918 között Sebestyén Géza buda-temesvári társulatának lett tagja. 1918-ban a Szegedi Nemzeti Színházhoz szerződött és egészen 1933-ig tagja maradt. Ekkoriban ismerte meg József Attilát, akinek verseit ő szólaltatta meg először. Rendszeres előadója volt a szegedi Munkásdalkör színpadának. 1921. február 3-án Szegeden hozzáment Rapaport Sámuel Dávid belgyógyász-idegorvoshoz. Házasságkötése után se szakadt meg kapcsolata a színházzal. Fellépett vendégszereplőként Szegeden és miután az 1930-as évek elején a fővárosba költözött, ismét több színházban látható volt. 1933-ban a Vígszínházban, 1934-ben a Bethlen-téri és a Kamara Színházakban lépett fel. 1935-ben a Royal Színház, 1936-ban a Pesti, 1936–37-ben a Vígszínház, 1938-ban a Városi és a Magyar, 1939-ben a Pesti Színház színpadain kapott egy-egy szerepet. 1934-től az Új Thália egyik szervezőjeként is működött. Főleg naiva-és jellemszerepekben volt látható.

## Főbb szerepei

### Színházi szerepei
- Rostand: Sasfiók – Reichstadti herceg
- Bródy Sándor: A tanítónő – Tóth Flóra
- Victorien Sardou: A szókimondó asszonyság – címszerep
- Friedrich Schiller: Ármány és szerelem – Miller Lujza
- Szép Ernő: Szívdobogás – Turóczyné

### Filmszerepei
- Mire megvénülünk (1916) – Áronffy Lőrincné
- Nőstényfarkas (1918)
- A vén gazember (1932, magyar-német) – Perkálné, gazdasszony